# Украинское Полесье
Украинское Полесье (укр. Українське Полісся), также — Киевское Полесье, Полесье Киевское (укр. Київське Полісся, Полісся Київське) — часть Полесья, находящаяся на территории Украины.
Составная часть Полесской низменности, постепенно переходящая в Прибугскую равнину на западе и Приднепровскую низменность на востоке.

## Территория
На севере граничит с Белорусским Полесьем. Занимает значительную часть Волынской, Ровненской, Житомирской, Киевской, Черниговской и Сумской областей. Территория Украинского Полесья составляет около 19 % от всей территории Украины.

## Географическая поверхность Украинского Полесья
Поверхность — водно-ледниковая и озёрно-аллювиальная песчаная низина с древними надпойменными террасами, слабым наклоном на юго-восток, на небольшом участке в бассейне Буга на запад, с близким к поверхности уровнем залегания грунтовых вод. Абсолютная высота 100—150 м. В наиболее пониженной части низины (100—130 м) с почти плоским рельефом встречаются крупные массивы болот (Поддубичи, Великий Лес, Гричин, Загальский и др.) и обширные заболоченные участки с песчаными дюнами, микрохолмами, озёрными котловинами и древними береговыми валами Припяти и её притоков, частично переработанные половыми процессами.

## Климат
Климат тёплый, неустойчиво-влажный, на юго-востоке приближающийся к лесостепному. Средняя температура января от —4,4° на 3 до — 7° на востоке (миним. — 36 °C), июля от 18° до 19° (максимум 38 °C). Осадков 520—645 мм в год. Вегетационный период 193—208 сут.

## Реки и озёра
Основные реки — Припять с притоками Лань, Случь, Бобрик, Тремля, Ипа, Вить, Брагинка, Турья, Стоход, Стыр, Горынь, Ствига, Уборть, Выжевка, Уж, Словечна и другие.